# Rosanela
Rosanela é um povoado do município brasileiro de Euclides da Cunha Paulista, no interior do estado de São Paulo.

## Geografia

### População
Pelo Censo 2010 (IBGE) a população do povoado era de 256 habitantes.